# Die Regierung
Die Regierung est un groupe allemand de rock indépendant.

## Histoire
Inspiré par la Neue Deutsche Welle, Die Regierung est d'abord formé comme projet solo du musicien et auteur-compositeur Tilman Rossmy d'Essen. D'autres musiciens sont trouvés par l'intermédiaire d'Arthur Schilm du magazine municipal Marabo de Bochum. Le premier album du projet, Supermüll, sort en 1984, financé et distribué par Rossmy lui-même, mais après sa sortie, Die Regierung n'est plus actif les années suivantes. En 1990, le chanteur, auteur-compositeur et guitariste Rossmy reforme Die Regierung, après que le journaliste musical Michael Ruff eut qualifié Supermüll de « meilleur disque allemand des années 1980 » dans le magazine Spex. Le deuxième album, So allein, produit par Alfred Hilsberg, directeur du label ZickZack et pionnier de la scène punk allemande, fait un flop.
Ce n'est qu'avec les deux albums suivants qu'un succès au moins modeste se manifeste. Bien que Die Regierung ne soit que vaguement considéré comme faisant partie de la Hamburger Schule, il réussit à faire une courte carrière dans le cadre du boom de la musique alternative allemande de 1990. Après la fin du groupe proprement dit en 1994, il y eut encore un bref intermède en duo avec Herman Herrmann, avant que Die Regierung ne se sépare définitivement en 1995. Tilman Rossmy a entamé une carrière solo avec le Tilman Rossmy Quartett à partir de 1995. En 2002, le groupe enregistre un album avec Reisen im eigenen Land, composé d'anciens morceaux des Regierung.
En mai 2006, les premiers concerts d'un Regierung renouvelé (à l'exception de Tilman Rossmy) ont lieu. Au début de 2015, Die Regierung annonce leur intention d'organiser un concert de réunion à Essen avec la formation Rossmy, Lipinski, Geier. Un premier nouvel album, Raus, sort en 2017 sur le label Staatsakt. D'autres albums suivent à environ deux ans d'intervalle, avec notamment Was en 2019 , puis Nur en 2023,.

## Accueil
La chanson Loswerden de l'album So Drauf est reprise par le groupe allemand Lassie Singers, ainsi que par le groupe américain The Walkabouts et Rocko Schamoni and Mirage.

## Discographie
- 1984 : Supermüll (Elfmeter Records, réédité chez Play Loud! Productions)[8]
- 1990 : So allein (Scratch 'n' Sniff)
- 1992 : So drauf (L'Âge d'or)
- 1994 : Unten (L'Âge d'or)
- 2017 : Raus (Staatsakt)
- 2019 : Was (Staatsakt)
- 2021 : Da (Staatsakt)
- 2023 : Nur die Regierung (Staatsakt)